# گیلرمه کوستا مارکز
گیلرمه کوستا مارکز (انگلیسی: Guilherme Costa Marques؛ زادهٔ ۲۱ مهٔ ۱۹۹۱) بازیکن فوتبال اهل برزیل است که در پست هافبک برای باشگاه فوتبال گوانگ‌ژو سیتی در سوپر لیگ فوتبال چین بازی می‌کند.
از باشگاه‌هایی که در آن بازی کرده‌است می‌توان به باشگاه فوتبال لگیا ورشو، باشگاه فوتبال ویزلا، باشگاه فوتبال ژیل ویسنته و باشگاه ورزشی براگا اشاره کرد.